# Cacnalit
Carnalit hay Cacnalit, còn được viết là các-na-lít, là một khoáng vật hình thành do bốc hơi, thành phần kali magiê chloride ngậm nước có công thức KMgCl3•6(H2O).Hoặc có thể có công thức KCl.MgCl2.6H2O.Nó có màu biến đổi từ vàng sang trắng, đỏ, và đôi khi không màu hoặc màu xanh. Nó thường thành khối lớn dạng sợi với một ít tinh thể thoi giả lục lăng (pseudohexagonal orthorhombic). Cacnalit dễ bị chảy do hấp thụ độ ẩm từ không khí xung quanh, nên mẫu vật phải được lưu trữ trong hộp kín.

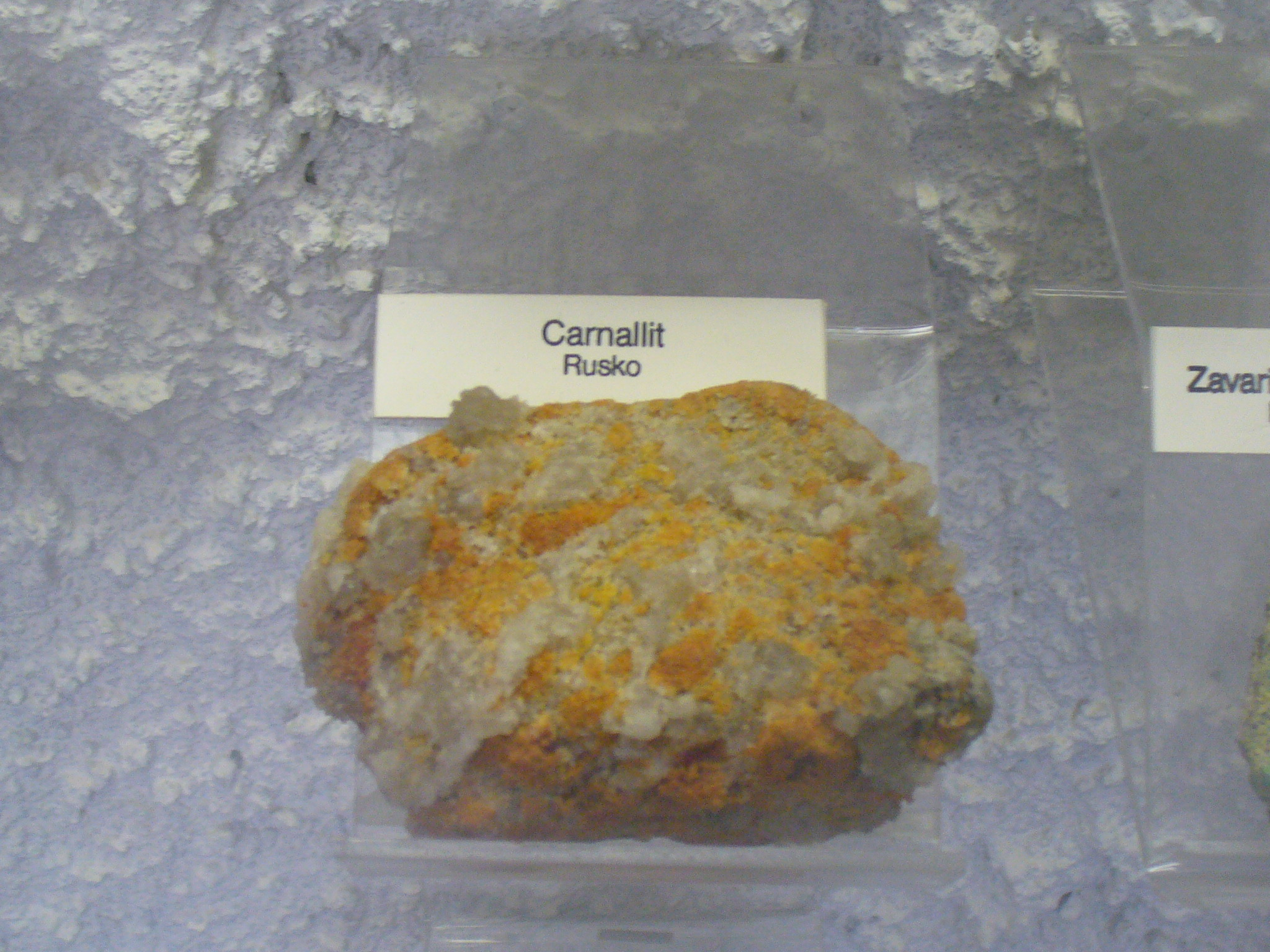
Cacnalit từ nước Nga

Cacnalit được kỹ sư khai thác mỏ người Phổ Rudolf von Carnall (1804-1874) mô tả lần đầu tiên vào năm 1856 từ nơi tìm thấy ở địa tầng Staßfurt, bang Sachsen-Anhalt, Đức, và được đặt theo tên ông.

## Phân bố trong tự nhiên
Sự cộng sinh khoáng vật dựa trên một vài tính chất vật lý bao gồm halit, anhydride, dolomit, thạch cao, kainit, kieserit, polyhalit, và sylvit.
Cacnalit được tìm thấy trong các mỏ trầm tích muốn biển. Các khoáng vật cacnalit là các trầm tích dạng evaporit. Evaporit được hình thành do quá trình bốc hơi nước biển. Dòng chảy vào vực nước phản thấp hơn lượng bốc hơi hoặc lượng nước sử dụng. Điều này tạo ra một giai đoạn chủ yếu bốc bơi kéo dài. Trong các thí nghiệm môi trường được kiểm soát, các halide hình thành khi 10%–20% mẫu nước ban đầu còn lại. Gần hơn với 10 sylvit theo sau đó là hình thành cacnalit.

## Sử dụng
Cacnalit được sử dụng chủ yếu làm phân bón. Nó là nguồn cung cấp kali quan trọng, chỉ đứng sau sylvit. Cả hai loại này không phổ biến do chúng được hình thành trong giai đoạn sau của quá trình bốc hơi. Các muối kali có khả năng hòa tan là các nguồn chính để sản xuất phân kali. Mặc dù kali có nhiều trong feldspar kali nhưng loại này không tan nên rất khó để tách chúng. Cacnalit là nguồn cung cấp một lượng nhỏ magnesi trên toàn cầu; tuy nhiên, nó là nguồn chính ở Nga.